# Wągrowiec (stacja kolejowa)
Wągrowiec – stacja kolejowa w woj. wielkopolskim, położona w Wągrowcu przy ulicy Kolejowej.
W roku 2018 stacja obsługiwała ok. 1700 pasażerów na dobę.

## Ruch pasażerski
| Rok  | Wymiana pasażerska na dobę |
| ---- | -------------------------- |
| 2018 | 1 700                      |
| 2022 | 1 500-2 000                |

## Charakterystyka dworca i stacji
Na stacji tunel podziemny prowadzi od budynku dworca, przez kolejne perony, aż do wyjścia na ulicy Średniej. Budynek dworcowy wykonany jest z czerwonej cegły. W skład stacji wchodzi również wieża ciśnień, a dawniej też magazyn i lokomotywownia wraz z obrotnicą, wyburzone całkowicie po 2008 roku. Ze stacji Wągrowiec dojechać można spalinowym zespołem trakcyjnym do Poznania oraz do Gołańczy, choć jeszcze niedawno stacja posiadała połączenie z Rogoźnem, Bydgoszczą oraz Żninem. W latach 2011–2013 przeprowadzona została modernizacja linii kolejowej nr 356, mająca na celu poprawę warunków podróżowania oraz przyspieszenie kursujących pociągów do 120 km/h. Linia została ponownie otwarta 11 grudnia 2011 roku, dzięki czemu stacja w Wągrowcu ponownie odzyskała bezpośrednie połączenie z Poznaniem. W latach 2014–15 w ramach inwestycji miejskich oraz PKP PLK S.A budynek dworca wągrowieckiego oraz jego otoczenie zostały zmodernizowane oraz przystosowywane dla potrzeb osób niepełnosprawnych. Powstało Zintegrowane Centrum Komunikacyjne (łączące komunikację kolejową, autobusową i miejską), infrastruktura rowerowa Bike&Ride oraz dwa duże parkingi Park&Ride. Przeprowadzoną rewitalizację wągrowieckiego dworca i terenów przyległych zwieńczyło formalne włączenie Wągrowca do programu Poznańskiej Kolei Metropolitalnej, dzięki czemu zwiększyła się częstotliwość kursowania pociągów oraz powstała możliwość zakupu wspólnego "poznańskiego" biletu kolejowego, który jest równocześnie biletem na tramwaj i autobus w Poznaniu.
Wągrowiec wygrał konkurs "Dworzec Roku 2018" zorganizowany przez Fundację Prokolej i Fundację Grupy PKP. W latach 2020–2022, kosztem 70 milionów złotych, wzniesiono w obrębie stacji Punkt Utrzymania Taboru Kolei Wielkopolskich obsługujący spalinowe zespoły trakcyjne. Hala główna ma 2.783 m² powierzchni. Zlokalizowano w niej cztery stanowiska obsługi taboru o długości 108 metrów i szerokości 16 metrów (przeglądy, sprzątanie mycie). Hala postojowa ma 1971,61 m² powierzchni i zawiera osiem stanowisk o długości 96 metrów oraz szerokości 20 metrów. Na terenie punktu istnieje 2,4 kilometra torowisk oraz stacja paliw, w tym AdBlue. Oprócz tego w ramach punktu działa symulator jazdy do szkolenia maszynistów.

## Galeria

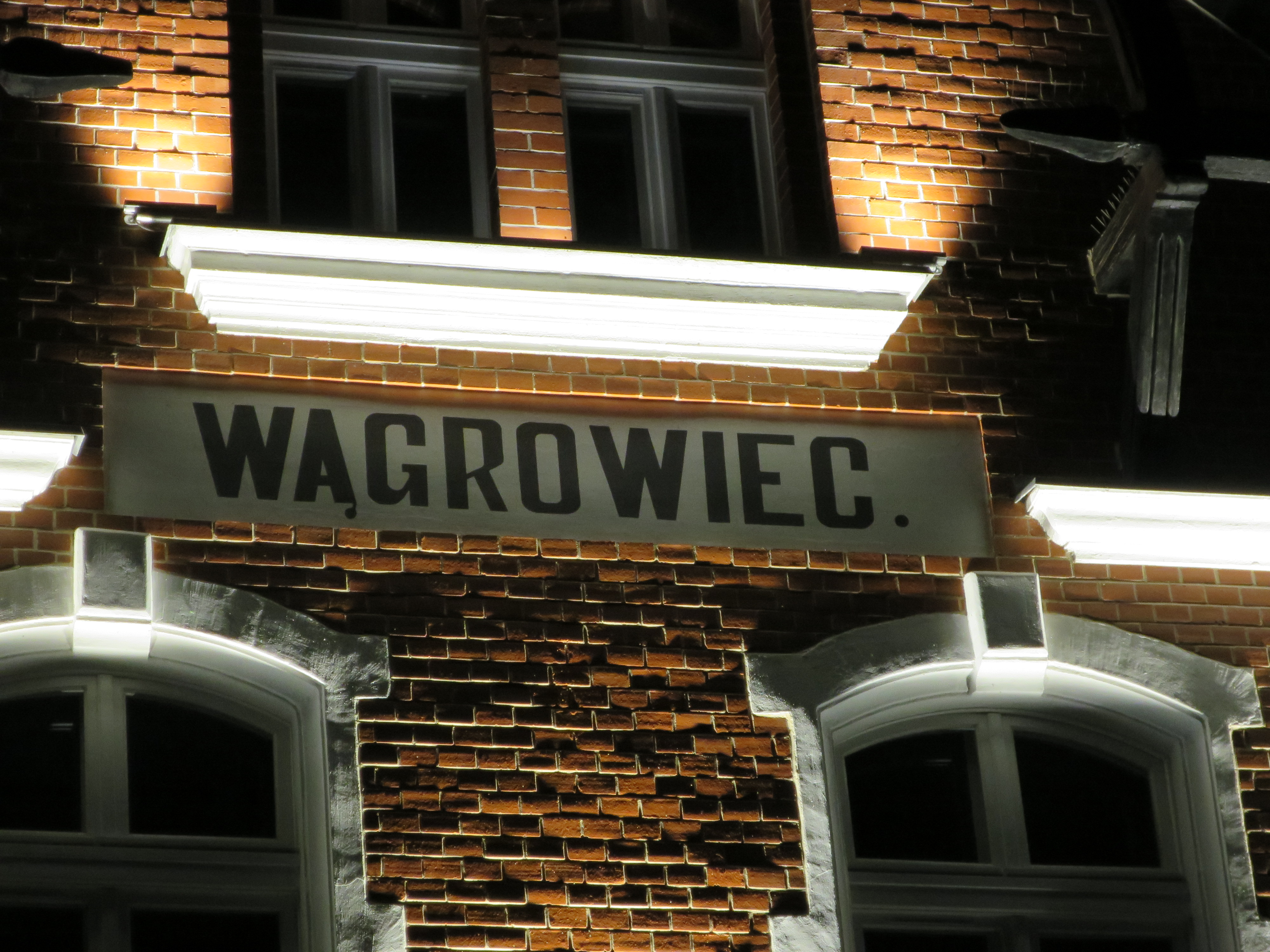
Detale architektoniczne
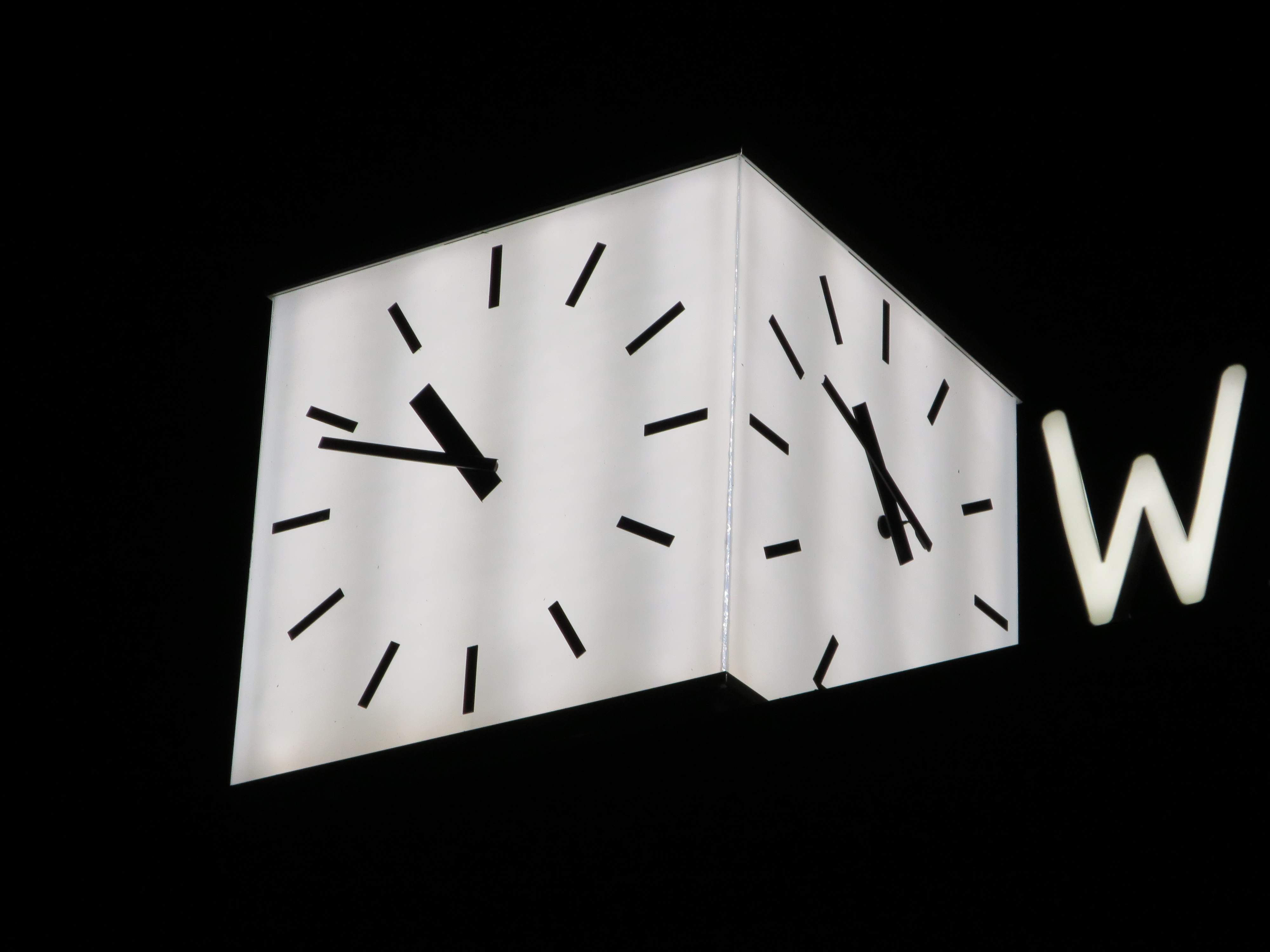
Zegar stacyjny
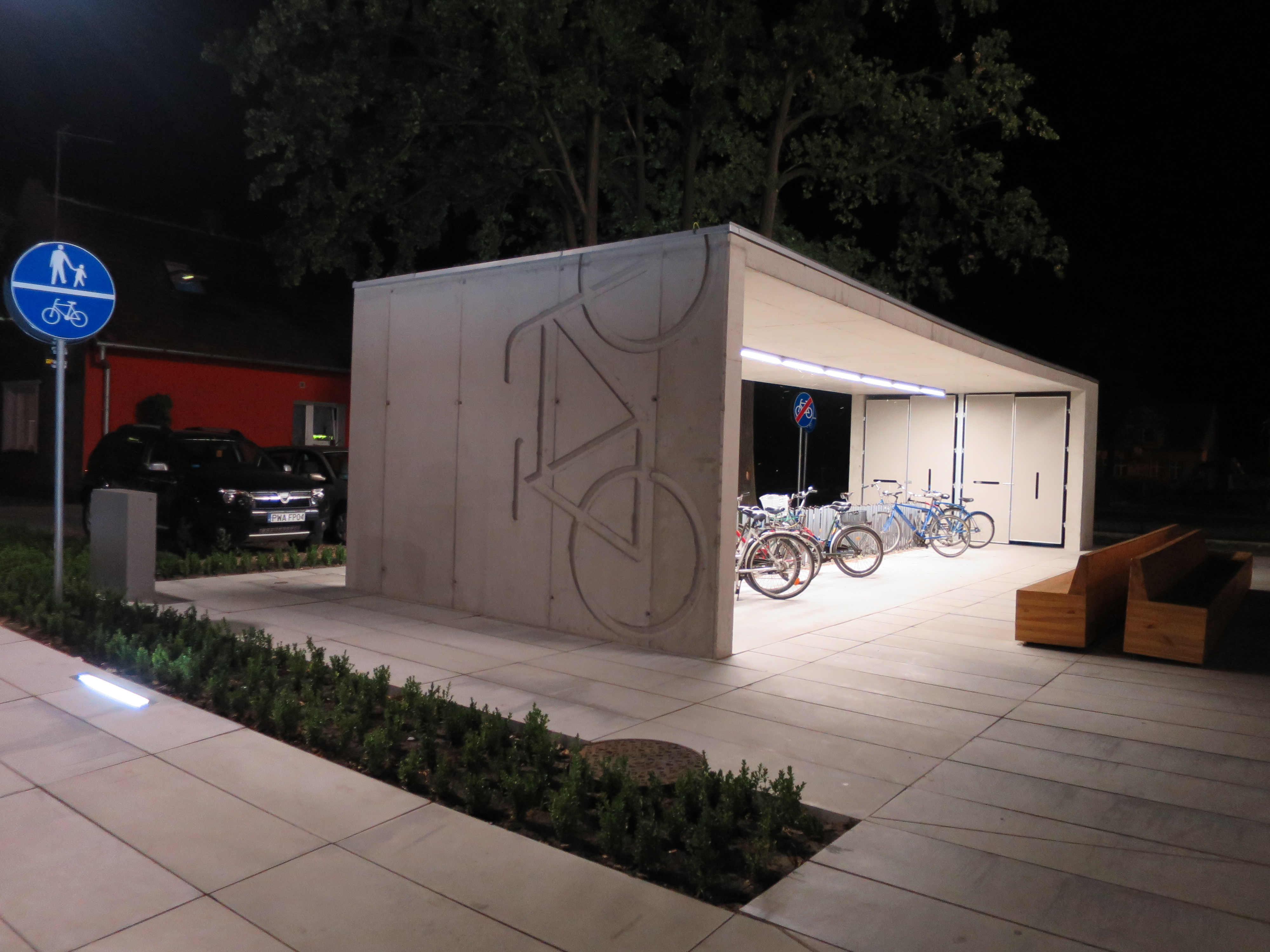
Parking rowerowy
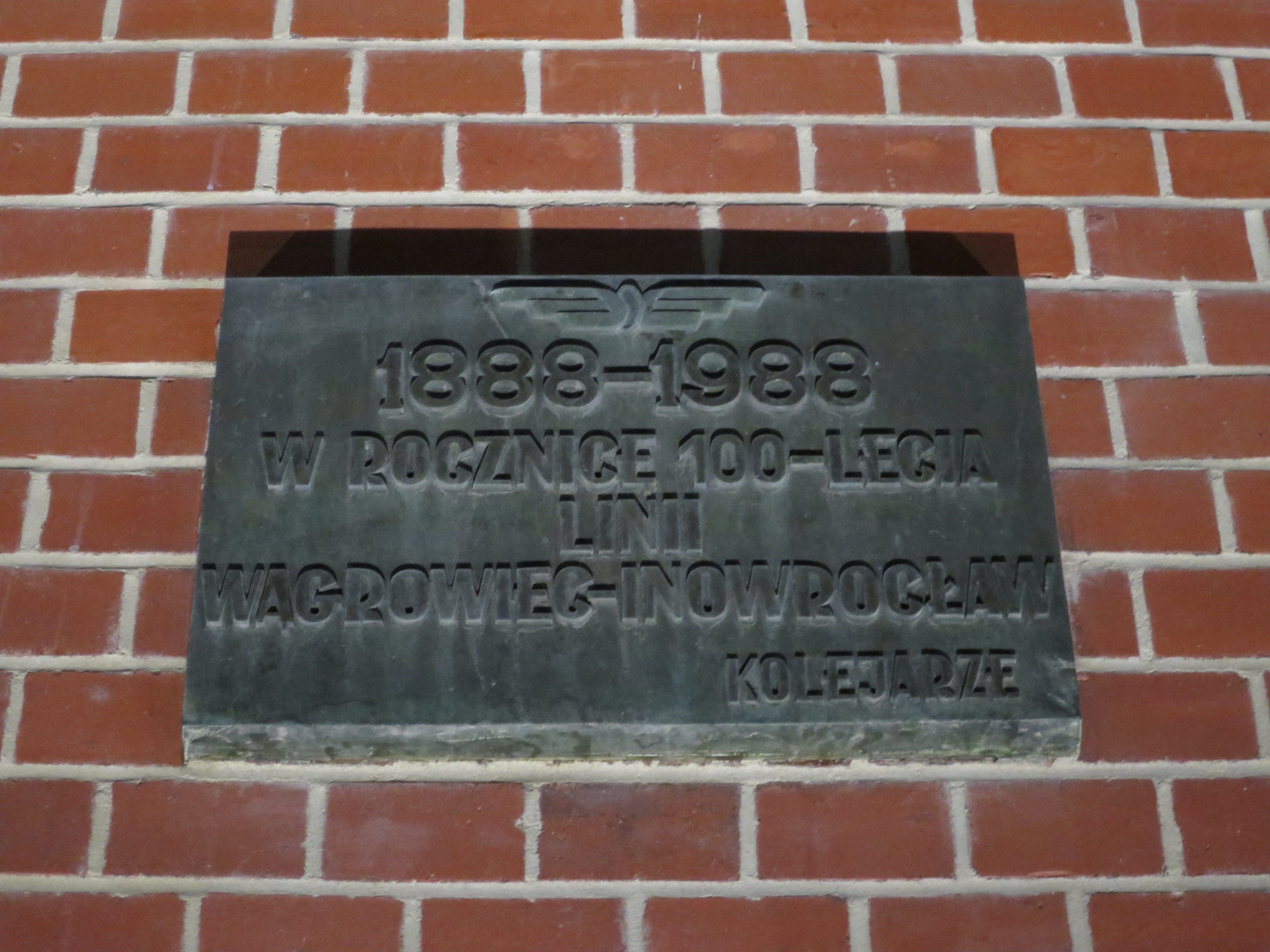
Tablica "100 lat linii"
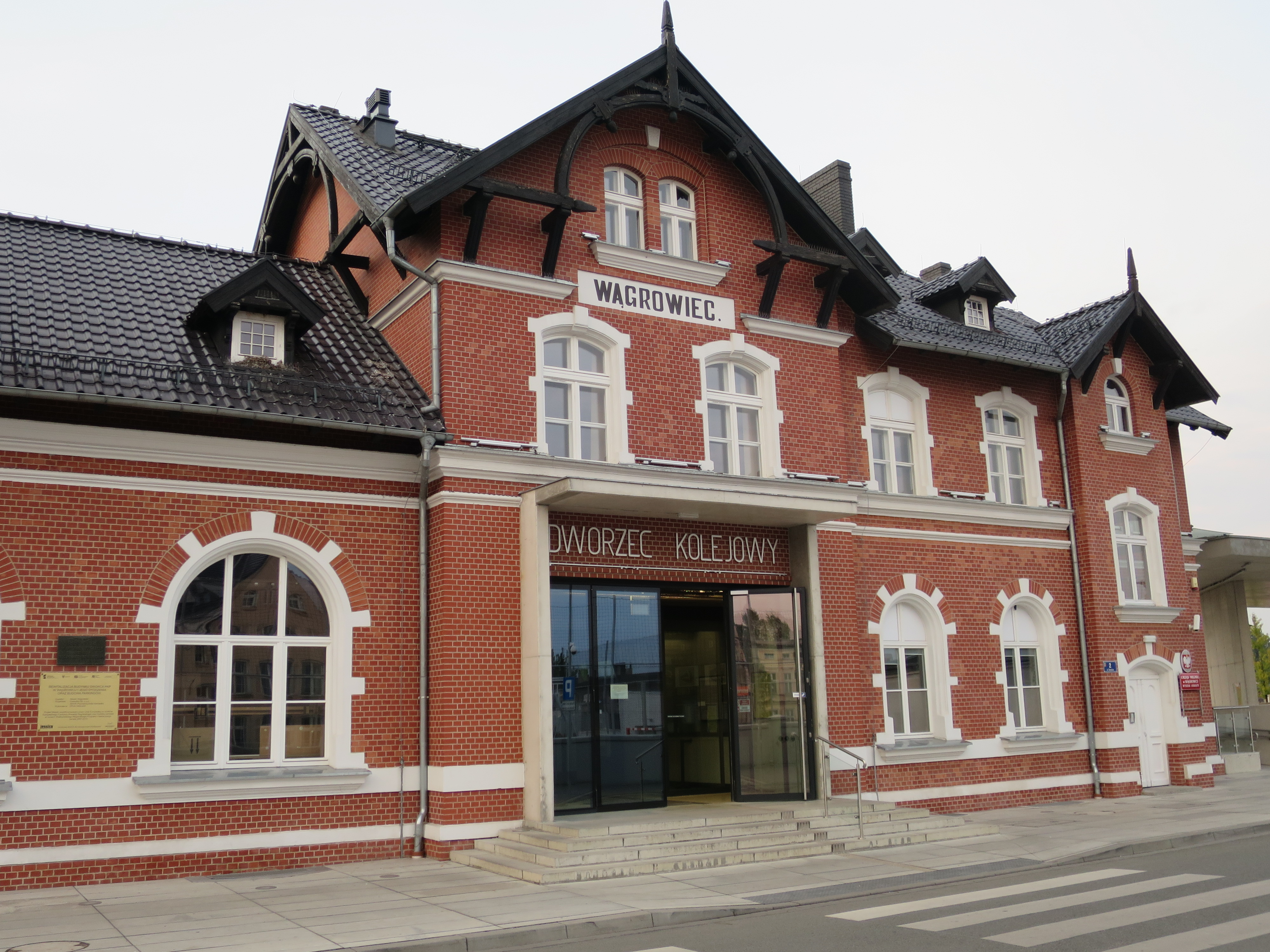
Wągrowiec - Dworzec Roku 2018
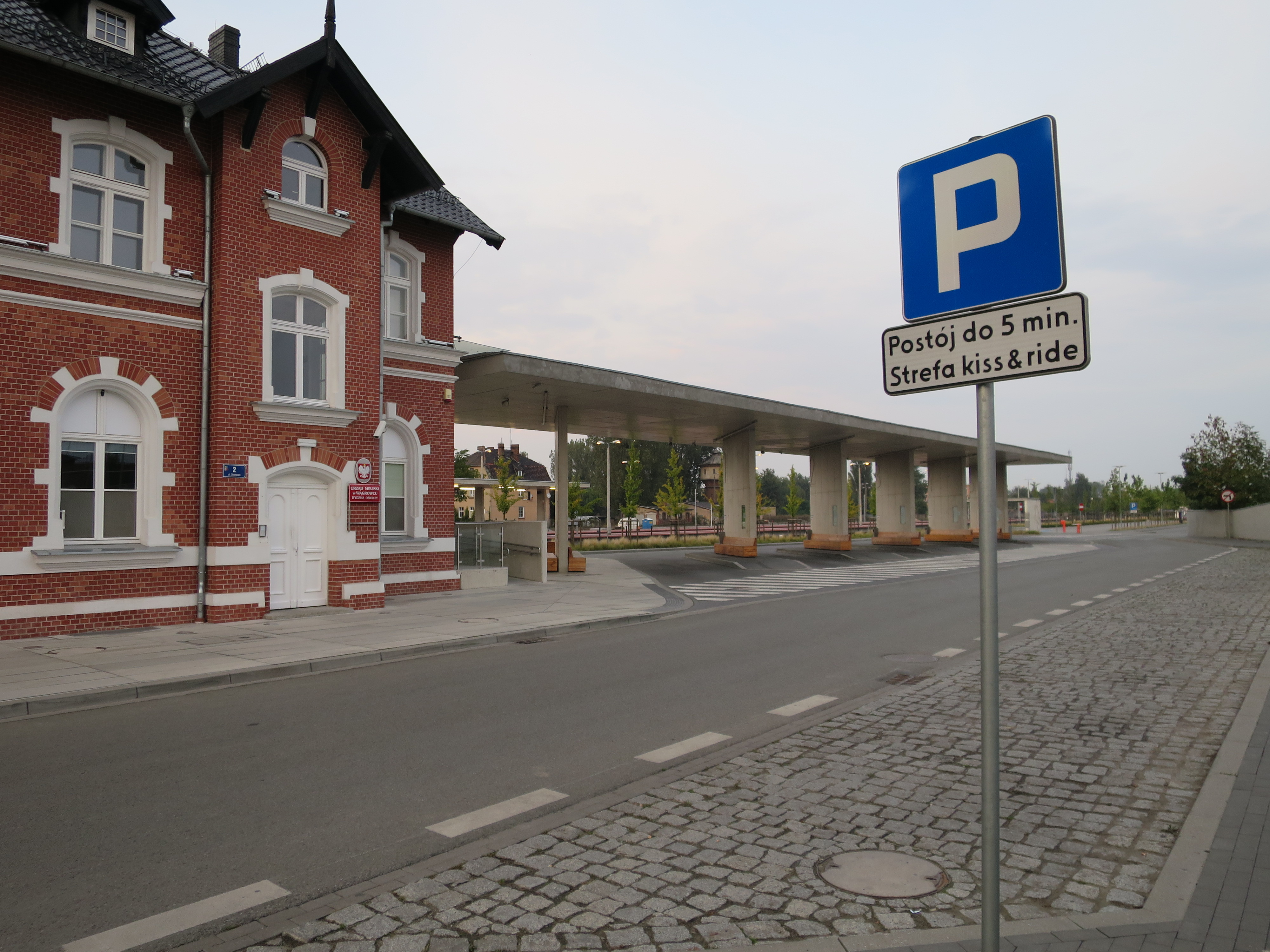
Zintegrowane Centrum Komunikacyjne
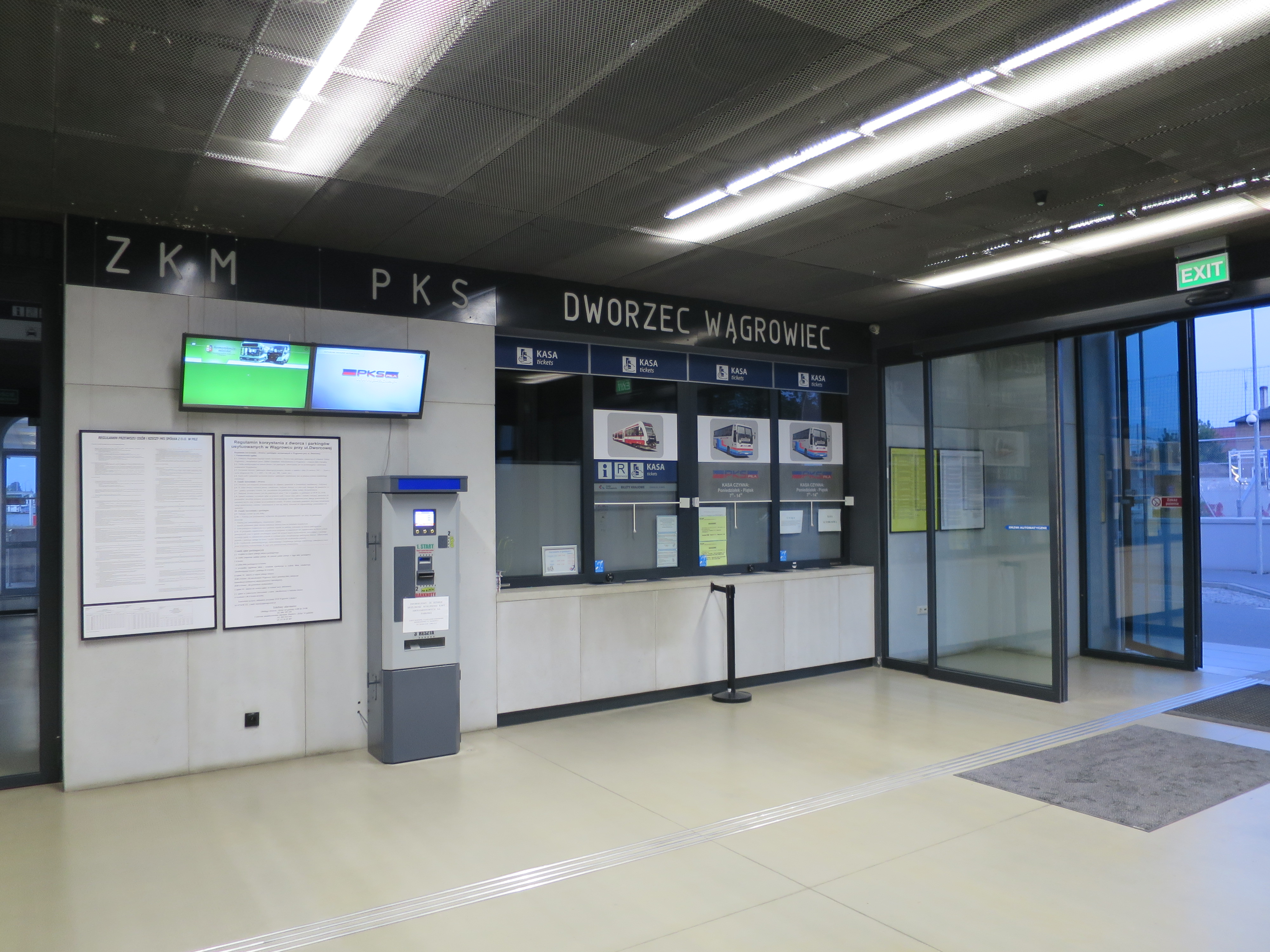
Kasy
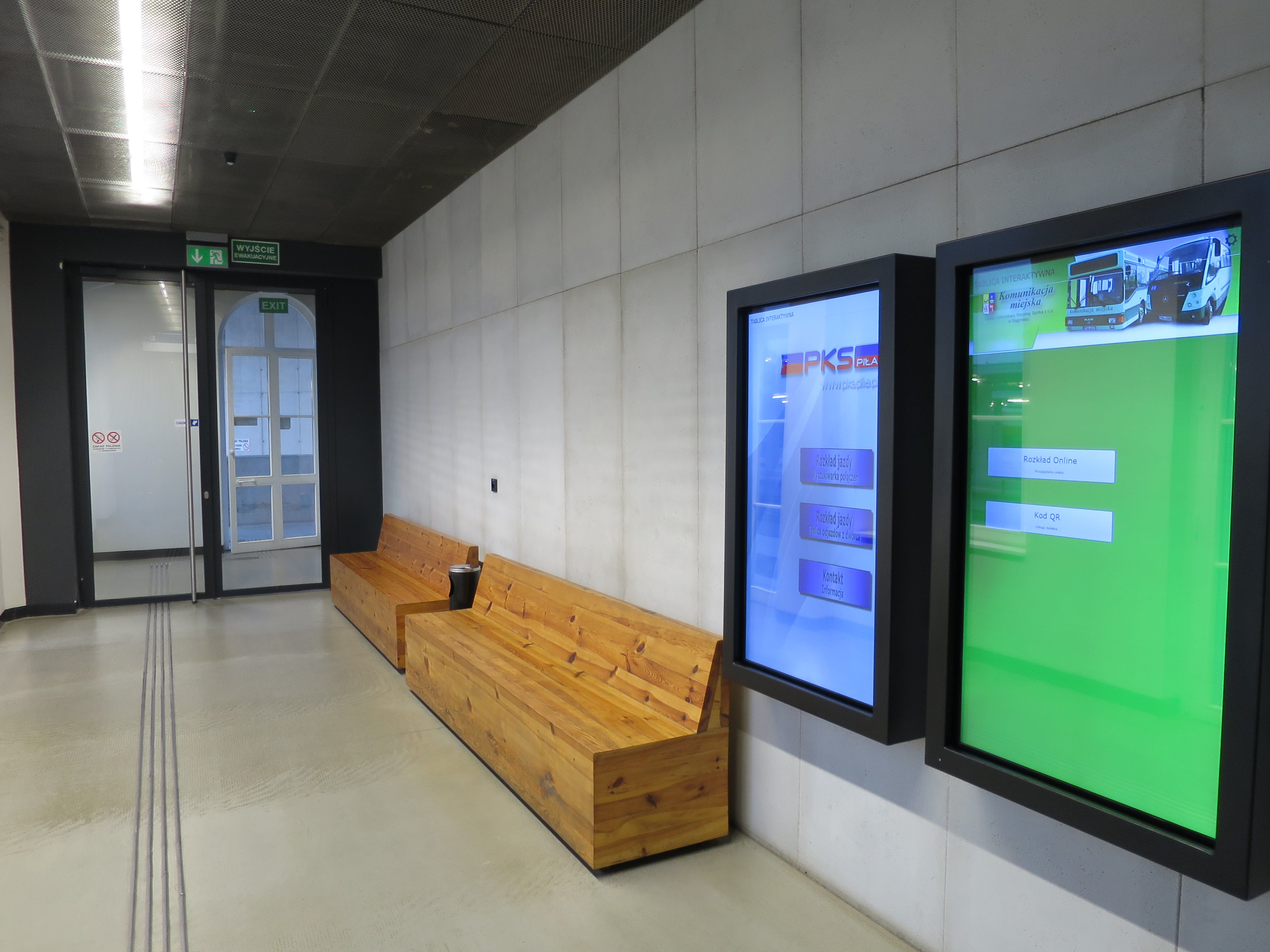
Poczekalnia
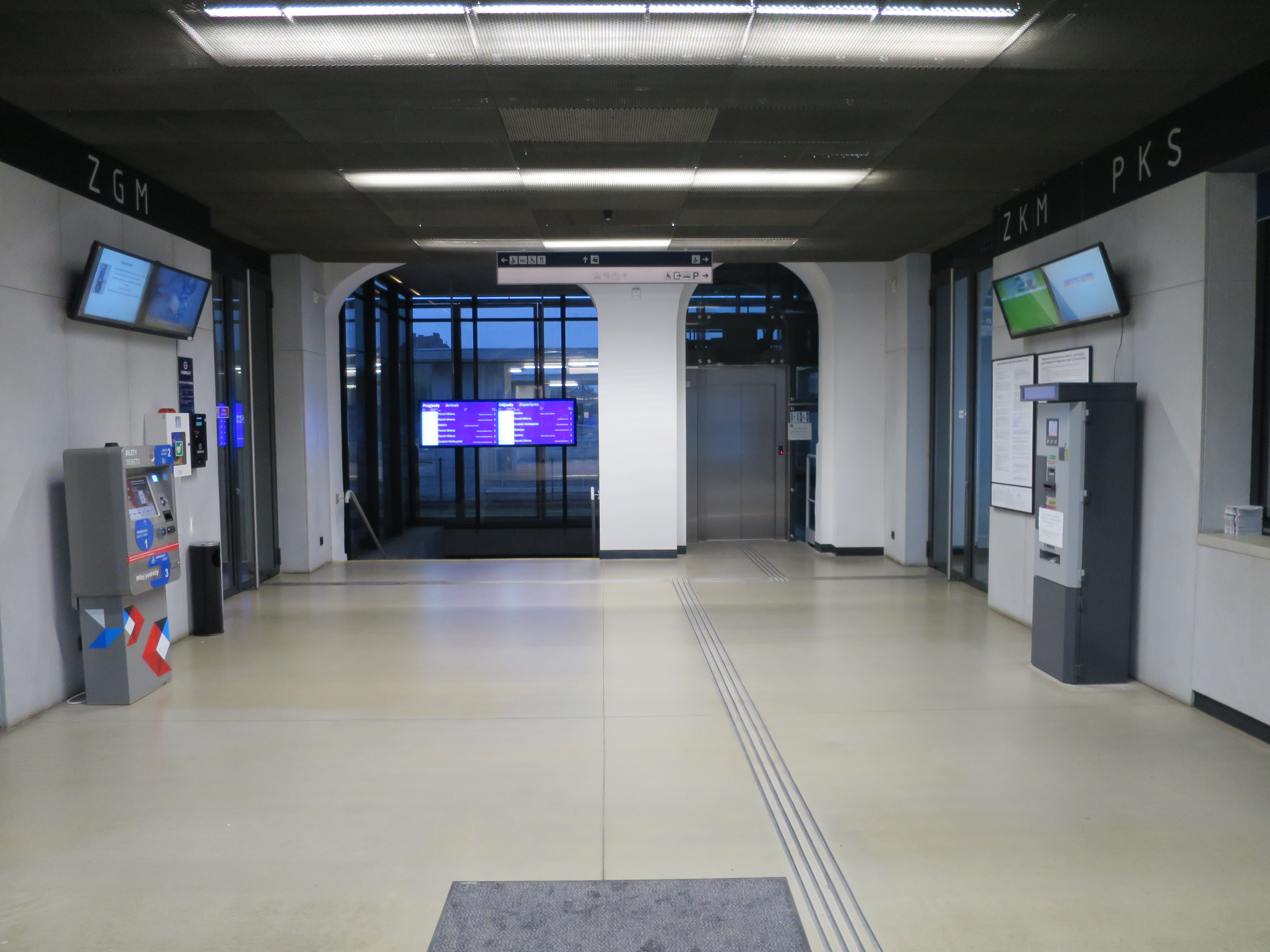
Przejście na perony
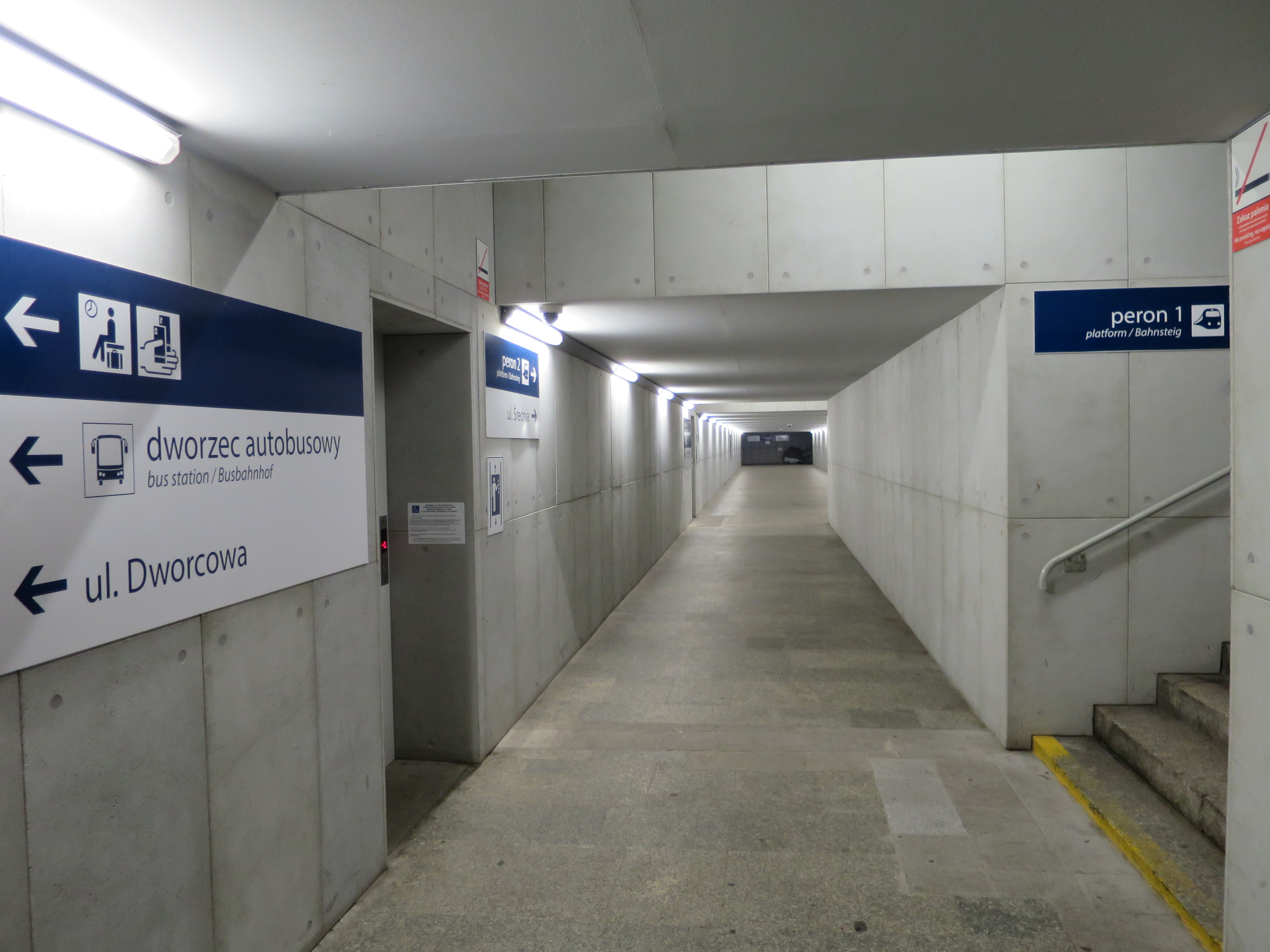
Tunel pod torami
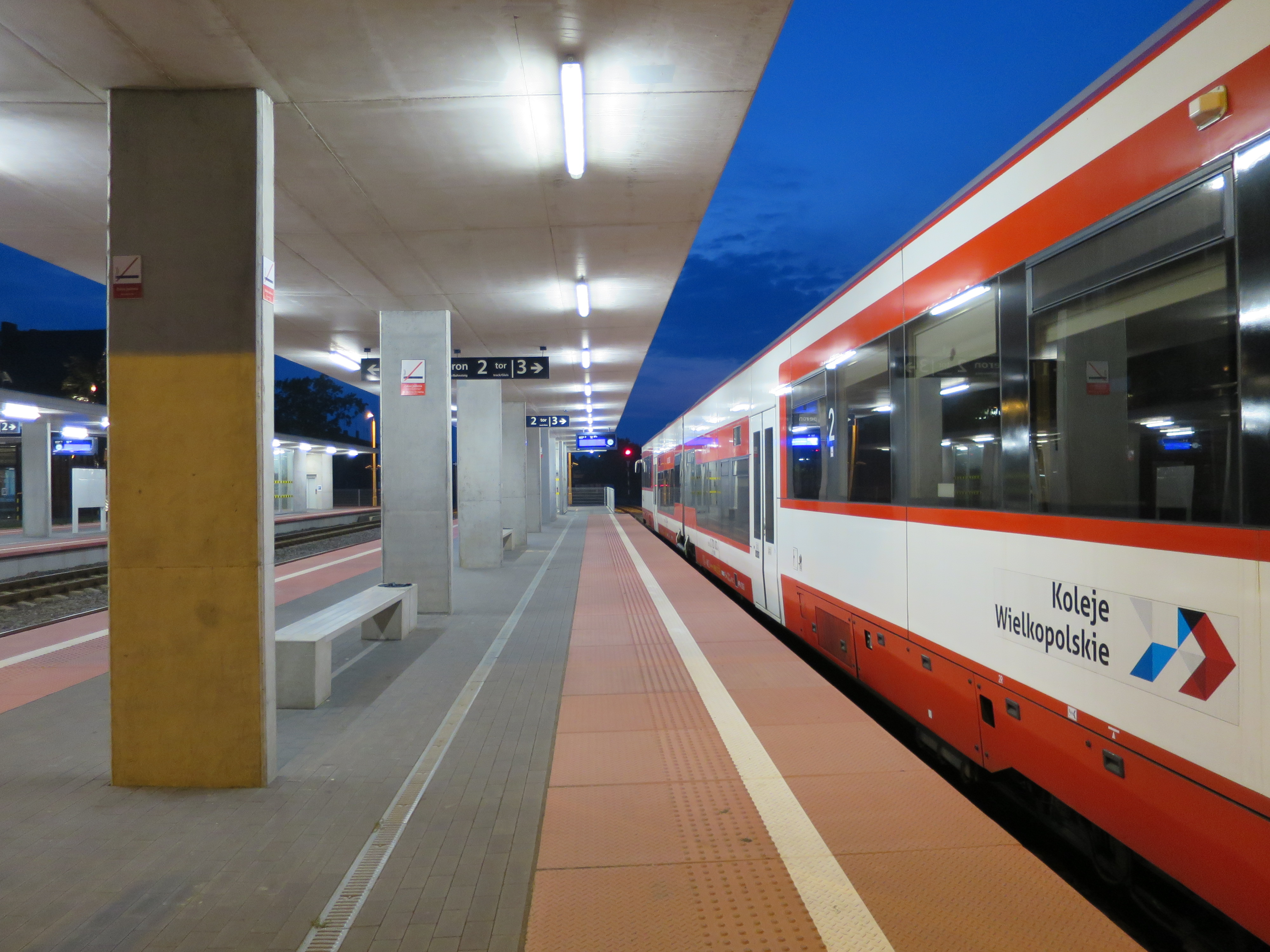
Perony
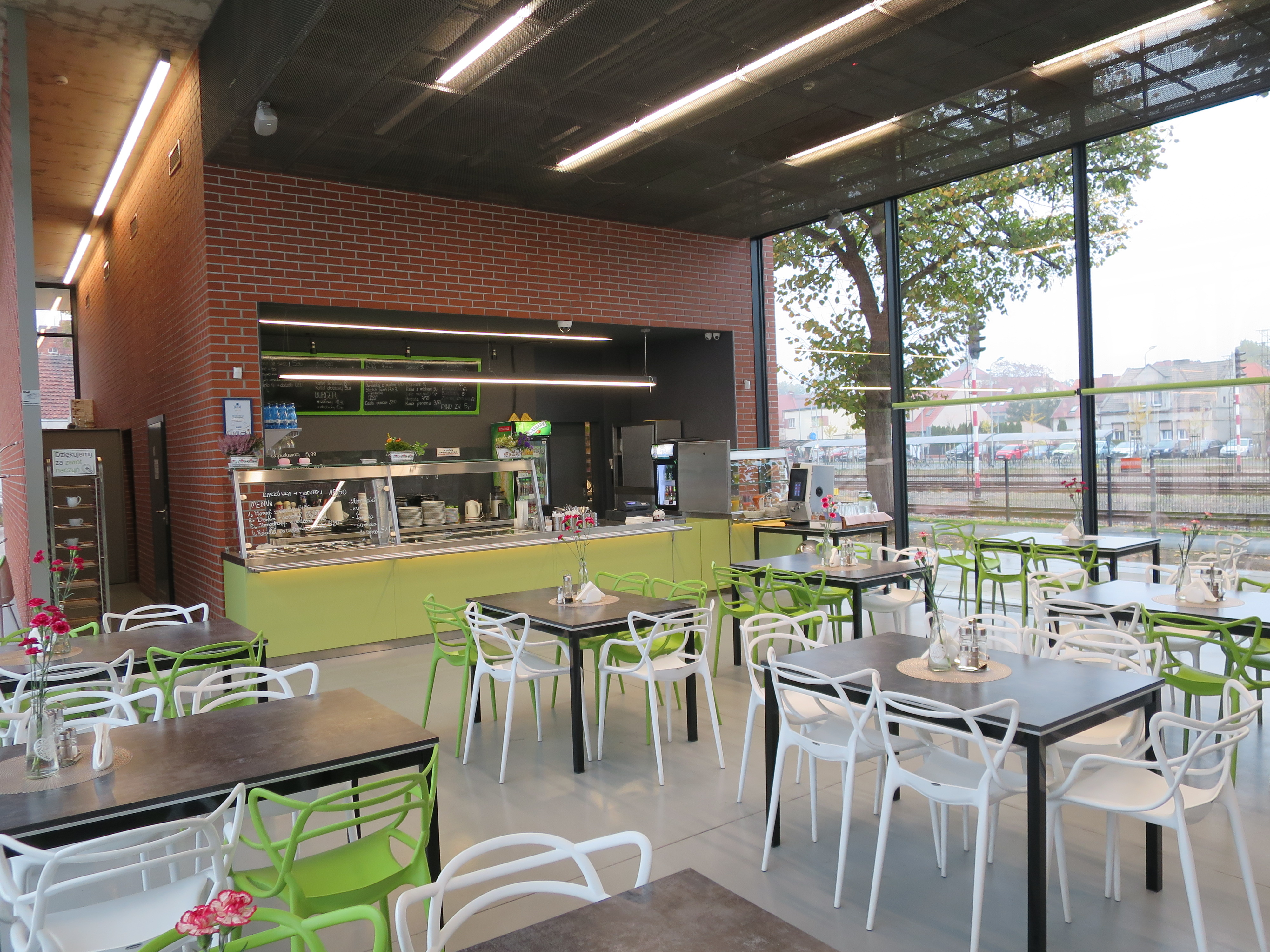
Restauracja Bistrostacja (nieczynna od 2021)